# Neuensorga
Neuensorga ist ein Ortsteil der Gemeinde Lederhose im Landkreis Greiz in Thüringen. Am 1. Juli 1950 wurde die bis dahin eigenständige Gemeinde Neuensorga eingegliedert.

## Lage
Neuensorga liegt westlich von Lederhose unmittelbar östlich der Bundesautobahn 9 mit Anschluss an die Landesstraße 1073 bis Hermsdorf auf die Bundesautobahn. Die Neuensorgaer Flur liegt auf einer erhöhten Ebene bei Hermsdorf.

## Geschichte
Am 10. März 1727 wurde das Dorf erstmals urkundlich erwähnt.